# Eric Lindros
Eric Bryan Lindros (nacido el 28 de febrero de 1973) es un exjugador profesional canadiense de hockey sobre hielo. Fue seleccionado en primer lugar en el Borrador de Entrada de la NHL de 1991 por los Nordiques de Quebec. Se negó a jugar para los Nordiques y finalmente fue intercambiado con los Flyers de Filadelfia.
Durante su carrera en la Liga de Hockey de Ontario, el equipo de Lindros ganó la Copa Memorial en 1990. Lindros recibió el Trofeo Red Tilson como el jugador más destacado de la OHL. También fue nombrado Jugador del Año de la CHL. En 2016 fue agregado al Salón de la Fama del Hockey. En 2017 Lindros fue nombrado uno de los "100 mejores jugadores de la NHL" de la historia.

## Juego internacional
Jugó para Canadá en:
- 1990 Campeonatos del mundo júnior (medalla de oro)
- 1991 Campeonatos del mundo júnior (medalla de oro)
- 1991 Copa Canadá (campeonato)
- 1992 Campeonatos del mundo júnior
- 1992 Juegos Olímpicos de invierno (medalla de plata)
- Campeonatos Mundiales de 1993
- 1996 Copa del Mundo de Hockey
- Juegos Olímpicos de Invierno 1998
- 2002 Juegos Olímpicos de Invierno (medalla de oro)